# Paweł Ptak
Paweł Ptak (* 28. Januar 1983 in Leszno) ist ein polnischer Leichtathlet, der sich auf den Sprint spezialisiert hat. Mit der polnischen 4-mal-400-Meter-Staffel gewann er 2006 die Silbermedaille bei den Hallenweltmeisterschaften in Moskau.

## Sportliche Laufbahn
Erste internationale Erfahrungen sammelte Paweł Ptak im Jahr 2001, als er bei den Junioreneuropameisterschaften in Grosseto mit 11,01 s in der ersten Runde im 100-Meter-Lauf ausschied und mit der polnischen 4-mal-100-Meter-Staffel in 39,96 s die Bronzemedaille gewann. Im Jahr darauf schied er bei den Juniorenweltmeisterschaften in Kingston mit 21,91 s im Halbfinale im 200-Meter-Lauf aus und verpasste mit der Staffel mit 40,59 s den Finaleinzug. 2003 kam er bei den U23-Europameisterschaften in Bydgoszcz mit 21,51 s nicht über den Vorlauf über 200 Meter hinaus und kam mit der Staffel im Finale nicht ins Ziel. 2005 schied er bei den U23-Europaeisterschaften in Erfurt mit 21,36 s erneut in der ersten Runde über 200 Meter aus und verhalf der 4-mal-400-Meter-Staffel zum Finaleinzug und trug somit zum Gewinn der Goldmedaille bei. Auch bei den Leichtathletik-Hallenweltmeisterschaften 2006 in Moskau verhalf er der Staffel zum Finaleinzug und wurde damit mit der Silbermedaille belohnt. 2009 beendete er seine aktive sportliche Karriere im Alter von 26 Jahren.

## Persönliche Bestzeiten
- 100 Meter: 10,49 s (+1,7 m/s), 17. Juni 2008 in Słubice
  - 60 Meter (Halle): 18. Januar 2002 in Spała
- 200 Meter: 21,10 s (+1,8 m/s), 6. Juli 2003 in Bielsko-Biała
  - 200 Meter (Halle): 21,58 s, 12. Februar 2005 in Spała
- 400 Meter: 46,96 s, 17. Juni 2007 in Warschau
  - 400 Meter (Halle): 47,29 s, 3. März 2006 in Chemnitz